# Benois (Familie)

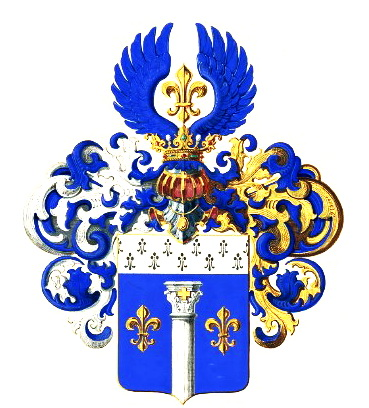
Wappen

Die Familie Benois (russisch Бенуа) war eine bedeutende russische Architekten-, Künstler- und Bühnenbildnerfamilie französischer Herkunft.

## Geschichte
Die Familie geht zurück auf den Konditor des Duc de Montmorency Louis César Benois aus Saint-Ouen-sur-Morin. Er emigrierte während der französischen Revolution nach Russland, wo er schließlich Vorkoster und Chefkoch am Hof von Zar Paul I. wurde. Er war mit der deutschstämmigen Hebamme und Hofdame von Zarin Maria Fjodorowna Anna Katharina Gropp(e) verheiratet. Sie selbst war Tochter eines Kupferschmiedes aus Hannover. Der Ehe entsprangen siebzehn Kinder. Die Familie brachte im 19. und 20. Jahrhundert eine Reihe bedeutender Architekten, Künstler und Bühnenbildner hervor. 1912 wurde dem Architekten und Staatsrat Julius Juljewitsch Benois für seine persönliche Verdienste der erbliche russische Adel verliehen. In einem Pavillon östlich von Schloss Peterhof wurde von Nikolai Alexandrowitsch Benois 1988 ein Familienmuseum Musej Semij Benuain eröffnet, das Werke und Dokumente zur Geschichte der weitverzweigten Künstlerfamilie zeigt.

## Stammliste

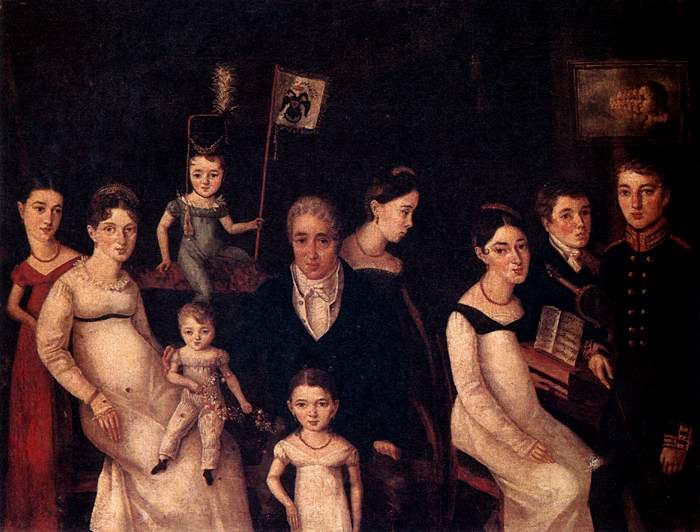
Porträt der Familie Benois, um 1816

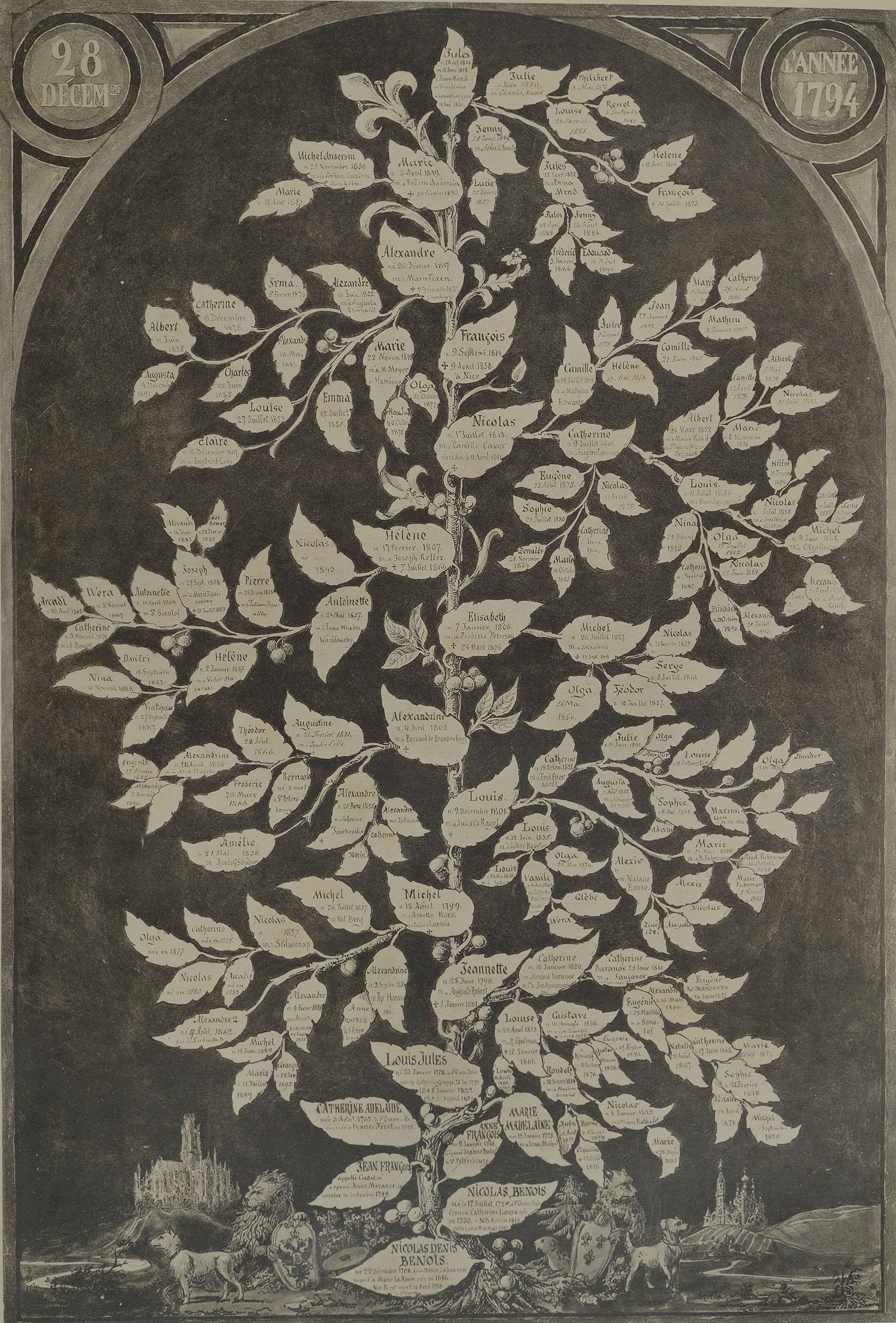
Stammbaum

Louis Jules César Auguste Léontie Benois (1771–1822) ⚭ 1794 Anna Katharina Christina Concordia Gropp (1777–1863)
- Jeannette Melanie Leontjewna Benois (1798–?) ⚭ 1819 August Robert (1793–1823)
  - Catharina Augustjewna Robert (1820–?) ⚭ Genadyi Taramov
- Michail Leontjewitsch Benois (1799–1867) ⚭ NN NN
- Louis Charles Marie Léontie Leontjewitsch Benois (1801–1885) ⚭ Augusta Kayclova (1805–?)
  - Alexei Leontjewitsch Benois (1838–1902) ⚭ Natalia Famke (1836–?)
- Maria Elisabeth Leontjewna Benois (1806–1876) ⚭ Frederic Peterson
- Nikolai Leontjewitsch Benois (1813–1898) ⚭ Camilla Albertowna Cavos (1828–1891)
  - Ekaterina Nikolajewna Benois (1850–1933) ⚭ Jewgeni Alexandrowitsch Lanceray (1848–1898)
  - Albert Nikolajewitsch Benois (1852–1936) ⚭ 1876 Maria Karlowna Kind (1855–1909)
  - Leonti Nikolajewitsch Benois (1856–1928) ⚭ Maria Alexandrovna Sapojnikova (25.09.1858 – 30.09.1938)
  - Michail Nikolajewitsch Benois (1862–1930) ⚭ NN NN
  - Alexander Nikolajewitsch Benois (1870–1960)
  - Camilla Nikolajewna Benois (?–1920) ⚭ Matthew Edward Edwards (1850–1917)
- Alexander Leontjewitsch Benois (1817–1875) ⚭ NN NN
  - Alexander Alexandrowitsch Benois (1852–1928) ⚭ NN NN
  - Clara Alexandrowna Benois ⚭ Siegfried Levi
- Julius Leontjewitsch Benois (1820–1898) ⚭ NN NN
  - Julius Juljewitsch Benois (1852–1929)

## Wappen
Im azurblauen Schild mit Hermelin-Schildhaupt eine aus dem Schildfuß wachsende silberne Säule, flankiert jeweils von einer goldenen Lilie. Auf dem bekrönten Helm mit rechts blau-silbernen, links blau-goldenen Helmdecken eine goldene Lilie zwischen einem blauen Flug.